# Aki Lindén

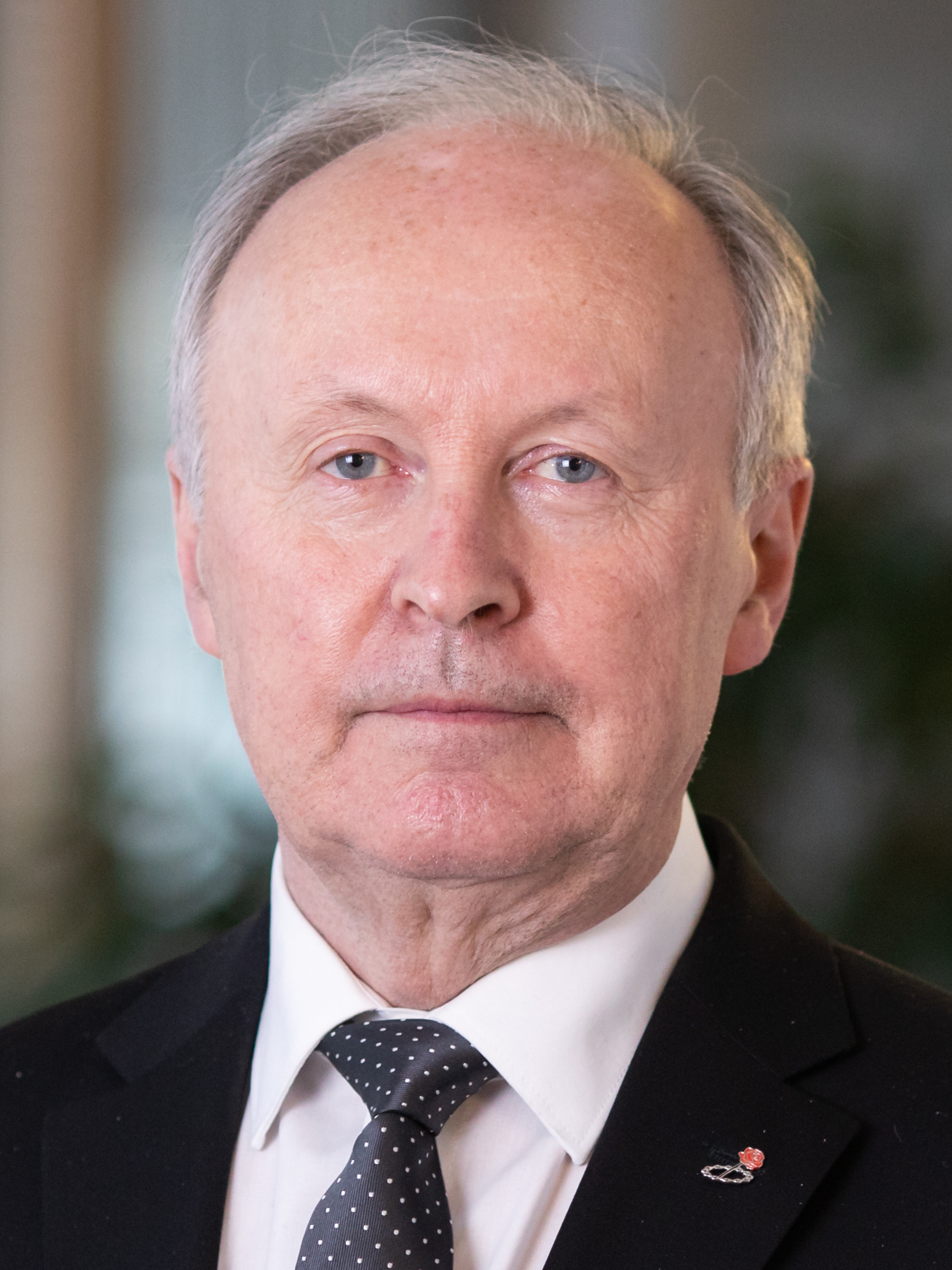
Aki Lindén (2022)

Aki Lindén (* 19. April 1952 in Kopenhagen) ist ein finnischer Politiker der Sozialdemokratischen Partei Finnlands (SDP). Er ist seit dem 4. Februar 2022 Minister für Familien und soziale Dienste im Kabinett Marin.

## Leben
Aki Lindén hat 1977 an der Universität Turku das Studium der Medizin mit einem Lizenziat der Medizin abgeschlossen und 1980 einen Master of Social Science im Fach Politikwissenschaft erworben. Von 1978 bis 1987 hat er als Allgemeinmediziner am medizinischen Versorgungszentrum in Turku praktiziert, anschließend war er in der Verwaltung des Öffentlichen Gesundheitsdienstes tätig. Seit der Parlamentswahl 2019 ist er als Abgeordneter des Wahlkreises Varsinais-Suomi Mitglied des finnischen Parlaments. Er ist verheiratet und hat zwei erwachsene Kinder.